# 비케크

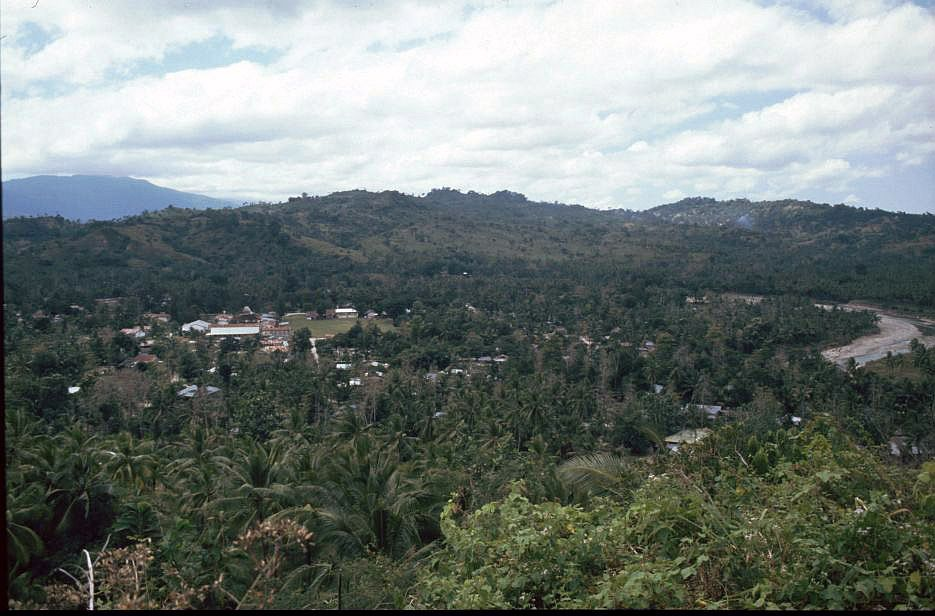
비케크

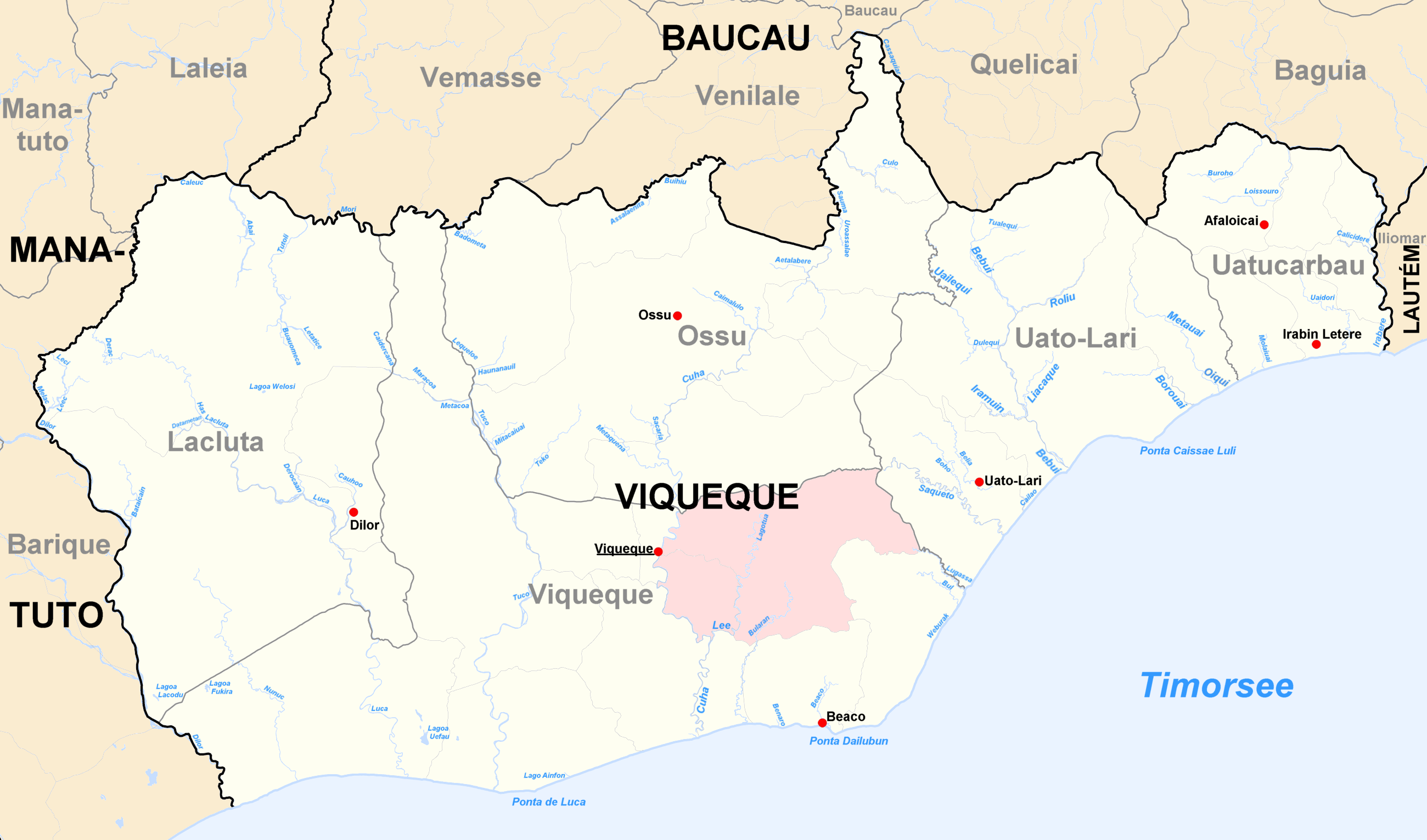
비케크의 위치

비케크(포르투갈어: Viqueque, 테툼어: Vikeke 비케케)는 동티모르 남동부에 위치한 도시로, 비케크현의 현도이며 딜리(동티모르의 수도)에서 남쪽으로 183km 정도 떨어진 곳에 위치한다. 인구는 5,477명이다.